# Julius Blüthner

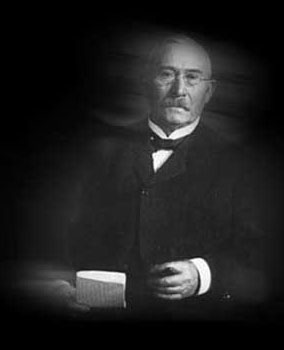
Julius Blüthner.

Julius Ferdinand Blüthner (11 de marzo de 1824, Falkenhain, actual Meuselwitz, Turingia, Alemania-13 de abril de 1910, Leipzig) fue un fabricante de pianos alemán y fundador de la compañía Blüthner en 1853 en Leipzig.
Los pianos Blüthner tuvieron un temprano éxito en exposiciones, conservatorios y conciertos. Sus invenciones e innovaciones le llevaron a patentar la acción de repetición y, en 1873, el sistema aliquot para pianos de cola, que incorporaba a cada grupo de tres cuerdas una cuarta adicional más elevada para incrementar la resonancia de las mismas y que no era percutida por el martillo, sino que vibraba en simpatía.